# Winston-Salem
Winston-Salem är en stad i Forsyth County i den amerikanska delstaten North Carolina med en yta av 283,9 km² och en befolkning på cirka 190 000 invånare (2003).
Staden är belägen i den norra delen av delstaten cirka 70 km väster om Greensboro och cirka 45 km söder om gränsen till Virginia. Winston-Salem är administrativ huvudort (county seat) i Forsyth County.

## Utbildning
Winston-Salem är hemort för flera större universitet och högskolor som Wake Forest University, Winston-Salem State University, North Carolina School of the Arts och Salem Academy and College.

## Kända personer
- Skådespelerskan Julianna Guill.